# Miles Monarch
Die Miles M.17 Monarch ist ein dreisitziges Kleinflugzeug des britischen Herstellers Miles Aircraft.

## Konstruktion
Die Monarch war der letzte zivile Flugzeugtyp, den Phillips and Powis Aircraft vor dem Zweiten Weltkrieg entwickelte. Sie ist eine Weiterentwicklung der Whitney Straight mit einem vergrößerten Rumpf zur Aufnahme eines dritten Sitzes.

## Nutzung
Zwischen 1938 und 1939 wurden elf Exemplare gebaut. Davon wurde sechs an britische Eigentümer ausgeliefert. Die restlichen Flugzeuge wurden exportiert. Bei Ausbruch des Zweiten Weltkriegs wurden die britischen Maschinen vom Air Ministry für den militärischen Dienst requiriert, wobei ein Flugzeug im Besitz von Rolls-Royce zwar mit einer Tarnlackierung versehen wurde, jedoch im Dienst seines Eigentümers verblieb. Bis auf ein Exemplar überstanden alle Maschinen den Krieg. Die Monarch mit dem niederländischen Luftfahrzeugkennzeichen PH-ATP wurde beim Angriff der Luftwaffe auf den Flughafen Schiphol am 10. Mai 1940 zerstört. Eine andere Maschine mit dem Kennzeichen OY-DIO war bis zum 9. September 1939 in Dänemark registriert.
In den 1950er Jahren war die Monarch mit dem Kennzeichen G-AIDE als Rennflugzeug des Piloten W.P. Bowles einigermaßen erfolgreich.

### Sportliche Erfolge (G-AIDE)
- Erster Platz bei der Goodyear Trophy (1957)[1]
- Dritter Platz beim King’s Cup Race (1957)
- Erster Platz bei der Norton Griffiths Trophy (1958)
- Zweiter Platz beim Osram Cup Race (1958)

## Betreiber
Belgien
- Belgische Luftstreitkräfte

 Vereinigtes Königreich
- Royal Air Force

## Technische Daten
| Kenngröße             | Daten                                                                                           |
| --------------------- | ----------------------------------------------------------------------------------------------- |
| Besatzung             | 1                                                                                               |
| Passagiere            | 2                                                                                               |
| Länge                 | 26 ft (7,92 m)                                                                                  |
| Spannweite            | 35,58 ft (10,84 m)                                                                              |
| Höhe                  | 8,77 ft (2,67 m)                                                                                |
| Flügelfläche          | 180 ft² (16,7 m²)                                                                               |
| Leermasse             | 1.390 lb (630 kg)                                                                               |
| max. Startmasse       | 2.150 lb (975 kg)                                                                               |
| Reisegeschwindigkeit  | 109 kn (202 km/h)                                                                               |
| Höchstgeschwindigkeit | 120 kn (222 km/h)                                                                               |
| Dienstgipfelhöhe      | 17.400 ft (5.304 m)                                                                             |
| Reichweite            | 540 NM (1.000 km) mit Dreißig-Gallonen-Tank, 790 NM (1.463 km) mit Vierundvierzig-Gallonen-Tank |
| Triebwerke            | 1 × De Havilland Gipsy Major I mit 130 PS (96 kW)                                               |

## Erhaltene Exemplare
Die meisten Maschinen wurde noch bis in die 1960er Jahre betrieben. Die Monarch mit dem Kennzeichen G-AFJU befindet sich heute in der Ausstellung des National Museum of Flight auf dem Luftwaffenstützpunkt der Royal Air Force East Fortune in der Nähe von East Linton in Schottland.